# Ouvrages du Libron
Ouvrages du Libron ist eine Konstruktion am Canal du Midi. Sie ermöglicht es dem Libron-Fluss in der Nähe von Vias im Südwesten Frankreichs, den Canal du Midi zu queren. An der Kreuzungsstelle befinden sich der Libron und der Canal du Midi ungefähr auf gleicher Höhe, weshalb ein traditionelles Aquädukt nicht möglich war. Zusätzlich erschwert wurde die Situation dadurch, dass der Libron bis zu zwanzigmal im Jahr überschwemmt. Das Problem wurde ursprünglich durch den Bau eines Ponton-Aquädukts, dem sogenannten Libron Raft, gelöst, welches eine flache, wasserdichte Barke nutzte, um den Kanal bei Überschwemmungen zu schützen. Dieses wurde 1855 durch die heutige Struktur ersetzt.

## Geschichte

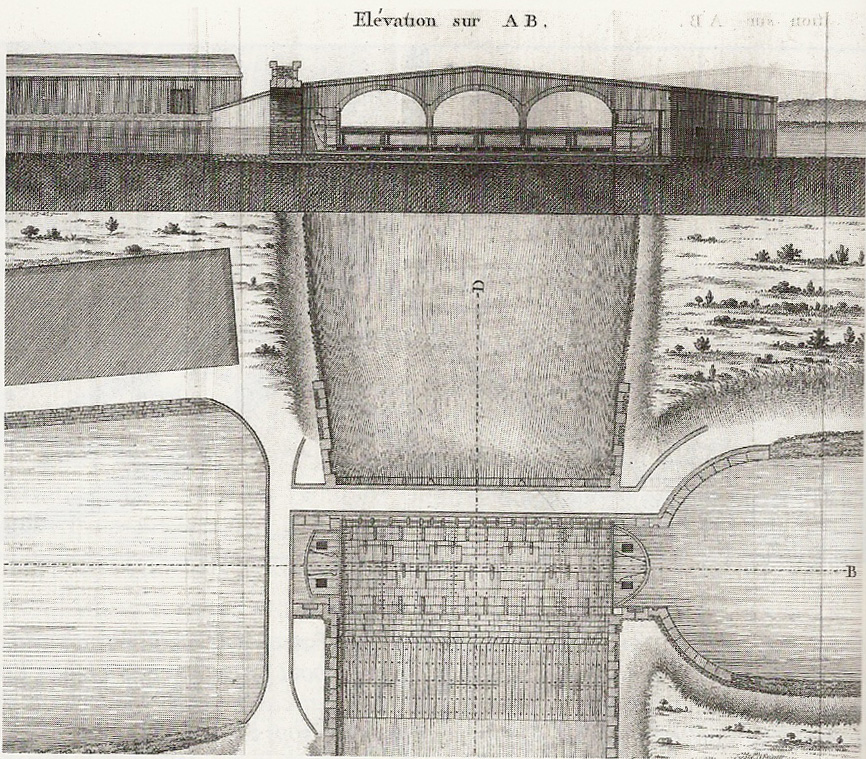
Höhenplan und Grundriss des ursprünglichen Pontonviadukts

Der Canal du Midi wurde 1681 eröffnet, ein Jahr nach dem Tod seines Erbauers Pierre-Paul Riquet. Zwischen der Eröffnung und dem Bau der Ouvrages du Libron kam es regelmäßig zu Überschwemmungen des Libron, die den Kanal mit Schlamm und Geröll füllten. Während Hochwasser wurde eine spezielle barrierefreie Barke wie ein Floß in den Kanal gelegt, mit hohen Wänden an beiden Enden, die es dem Libron ermöglichte, über den Kanal zu fließen, ohne Schlamm und Müll abzusetzen. Währenddessen war die Schifffahrt gesperrt und musste auf das Zurückgehen der Flut warten.
Im Jahr 1855 wurden die Ouvrages du Libron erbaut, um den gleichzeitigen Fluss der beiden Gewässer besser zu ermöglichen. Der Ingenieur Urbain Maguès entwarf eine Konstruktion, die den Libron so lenkt, dass ein Kanalboot sicher passieren kann und gleichzeitig die Ablagerung von Schlamm und Geröll im Kanal minimiert wird.

## Funktionsweise
Der Libron kann ein trockenes Flussbett, ein ruhiger Bach oder ein reißender Fluss bei Schneeschmelze und starkem Regen sein. Bei geringem Wasserstand fließt der Libron durch eine Unterführung unter dem Kanal. Bei Hochwasser führt der Libron große Mengen Schlamm mit sich. Die Wasserstände beider Gewässer sind unter normalen Bedingungen sehr ähnlich, weshalb kein herkömmliches Aquädukt möglich ist.
Das Flussbett des Libron wurde so modifiziert, dass sich der Fluss vor dem Kanal in zwei Arme aufteilt. Diese kreuzen den Canal du Midi durch die Ouvrages du Libron, bestehend aus jeweils sechs „Torabschnitten“ auf jeder Seite.
Bei Hochwasser fließt der Libron in zwei getrennten Strömen durch die Anlage. Jeder Strömungskanal durchläuft sechs Tore, die in sechs Schleusenabschnitte führen. Jede Schleuse besteht aus drei Abschnitten von Wänden. Der Fluss gelangt durch ein geöffnetes Schiebetor in die Anlage und wird von den steinernen Mauern der Ouvrages, beweglichen Wänden, die über den Kanal geschoben werden, sowie den steinernen Mauern auf der gegenüberliegenden Seite begrenzt.
Das Flussbett des Libron liegt nahe am normalen Wasserspiegel des Canal du Midi an dieser Stelle, sodass die Schleusenböden fast auf der Wasseroberfläche des Kanals liegen.

## Lage
Der Libron-Fluss liegt im französischen Département Hérault in der Region Okzitanien (ehemals Languedoc-Roussillon) und mündet ins Mittelmeer.

## Galerie

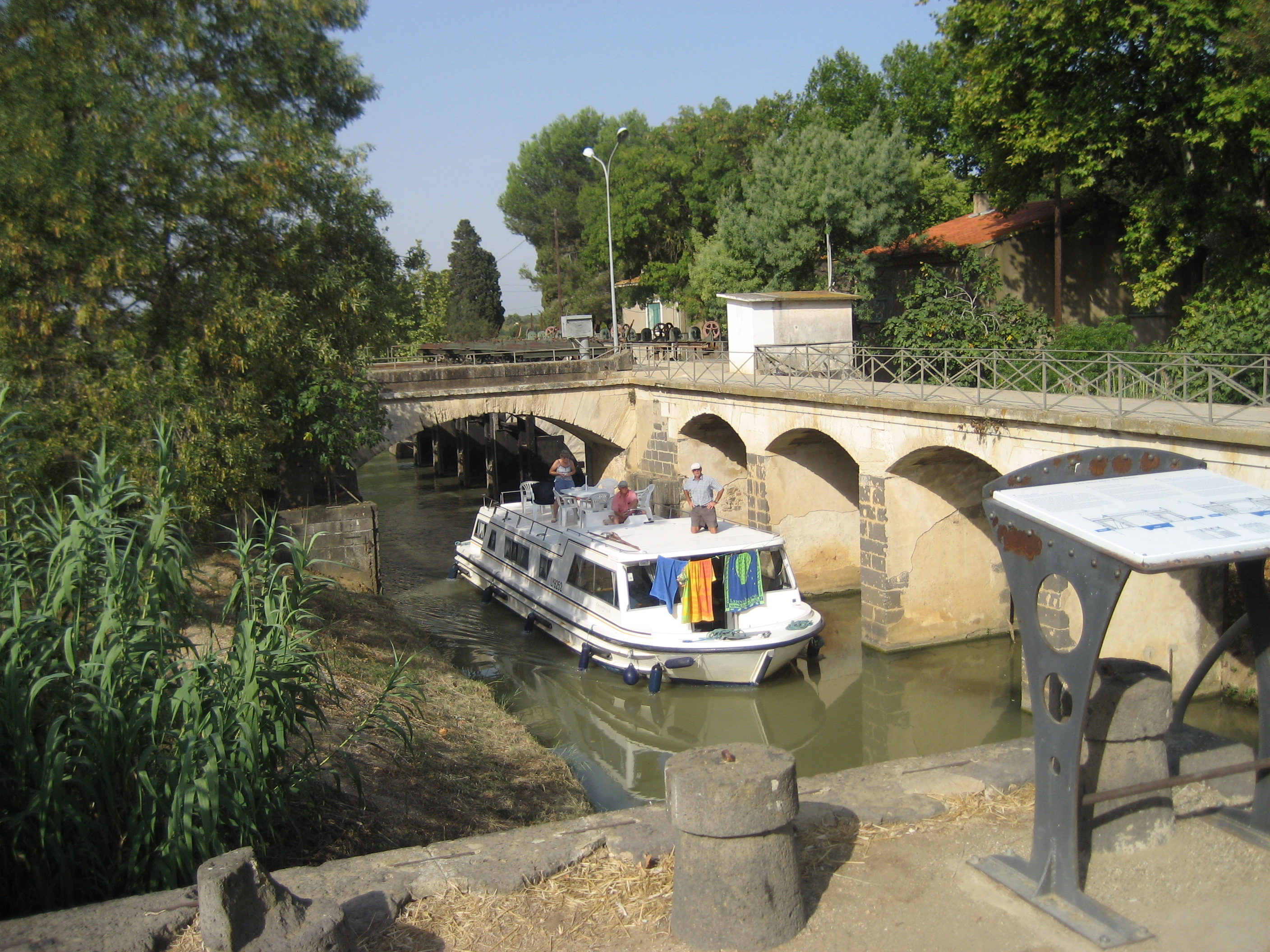
Ein Boot im geschützten Bereich
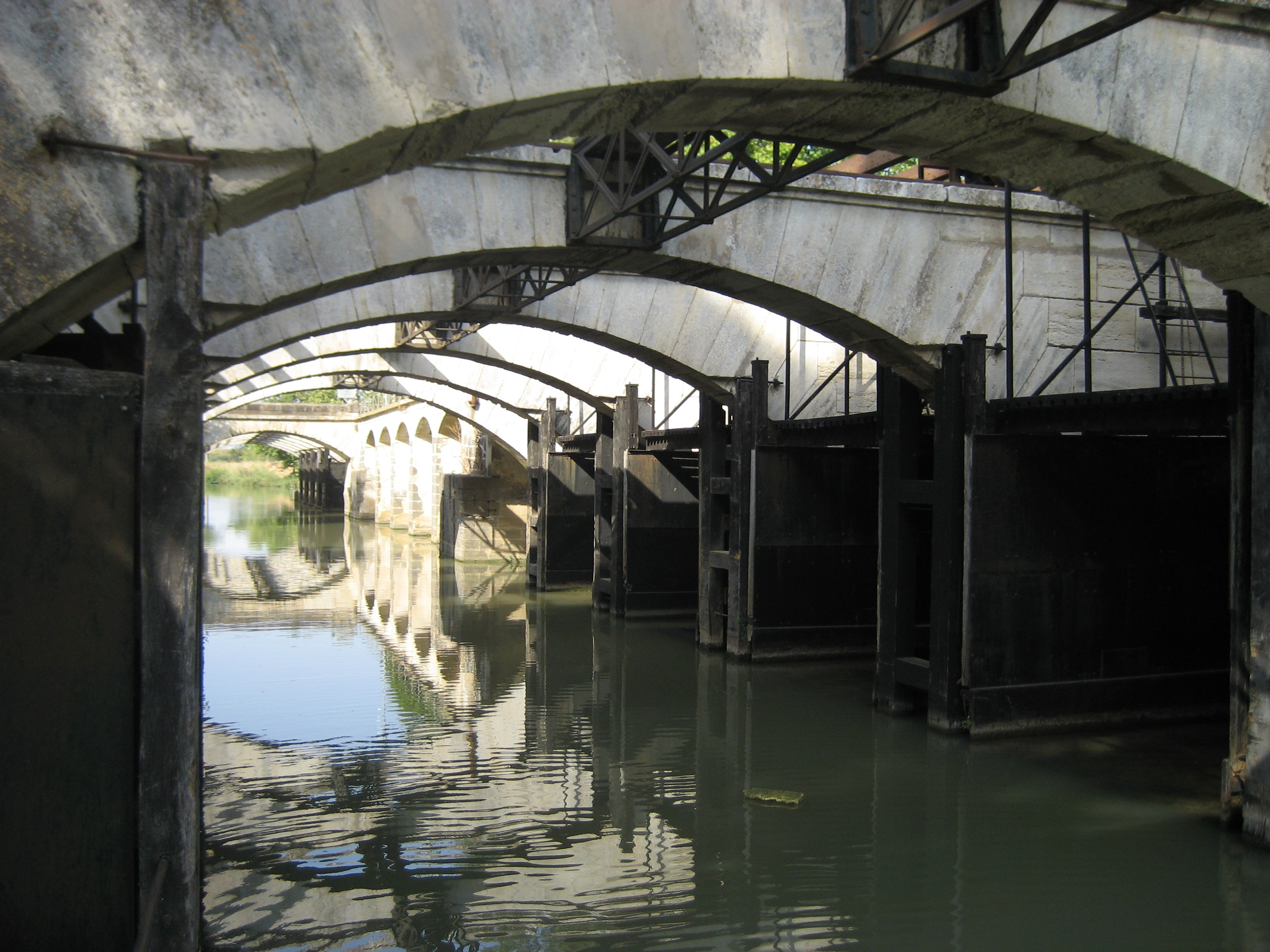
Einfahrt in die erste Torreihe
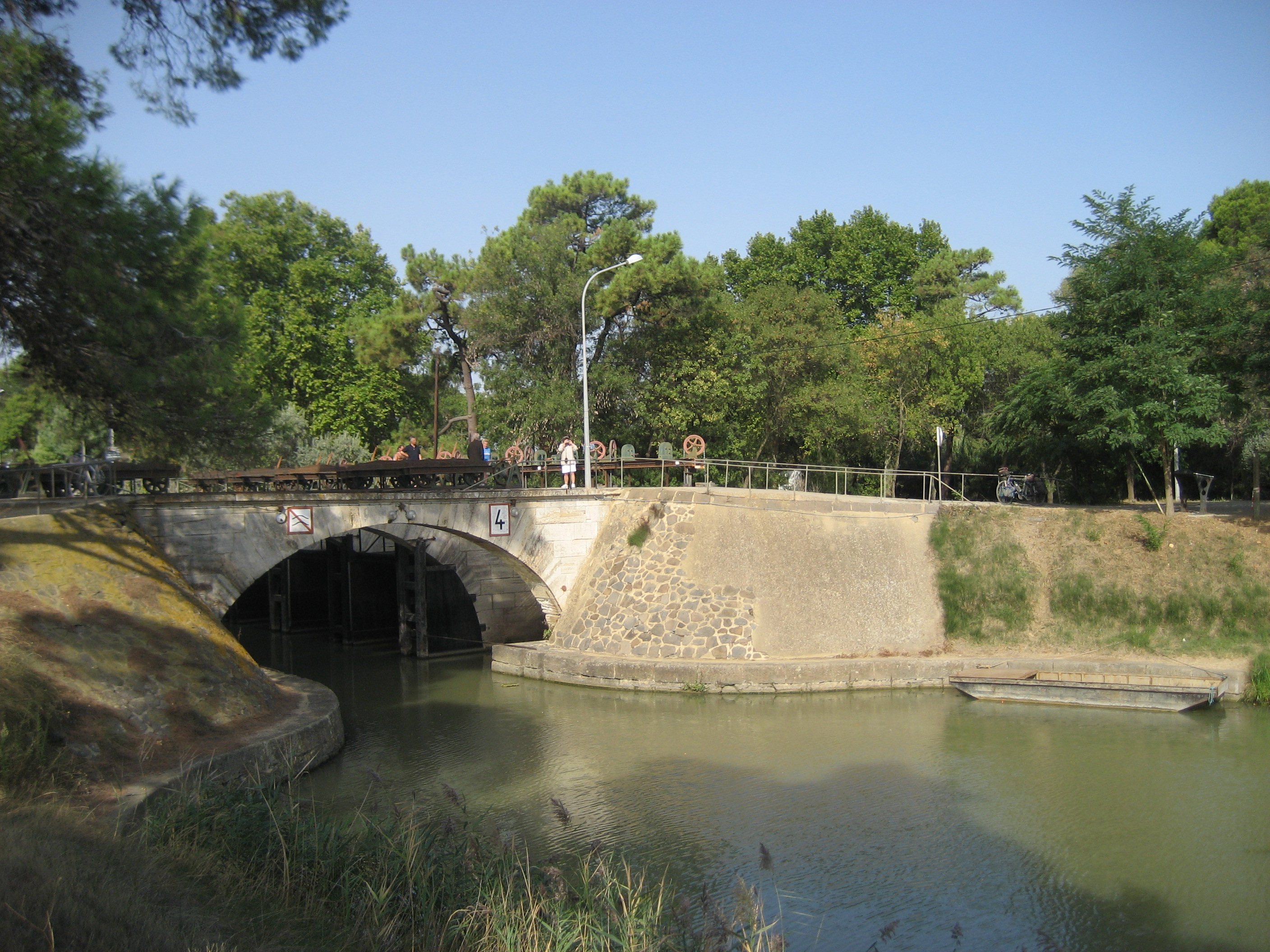
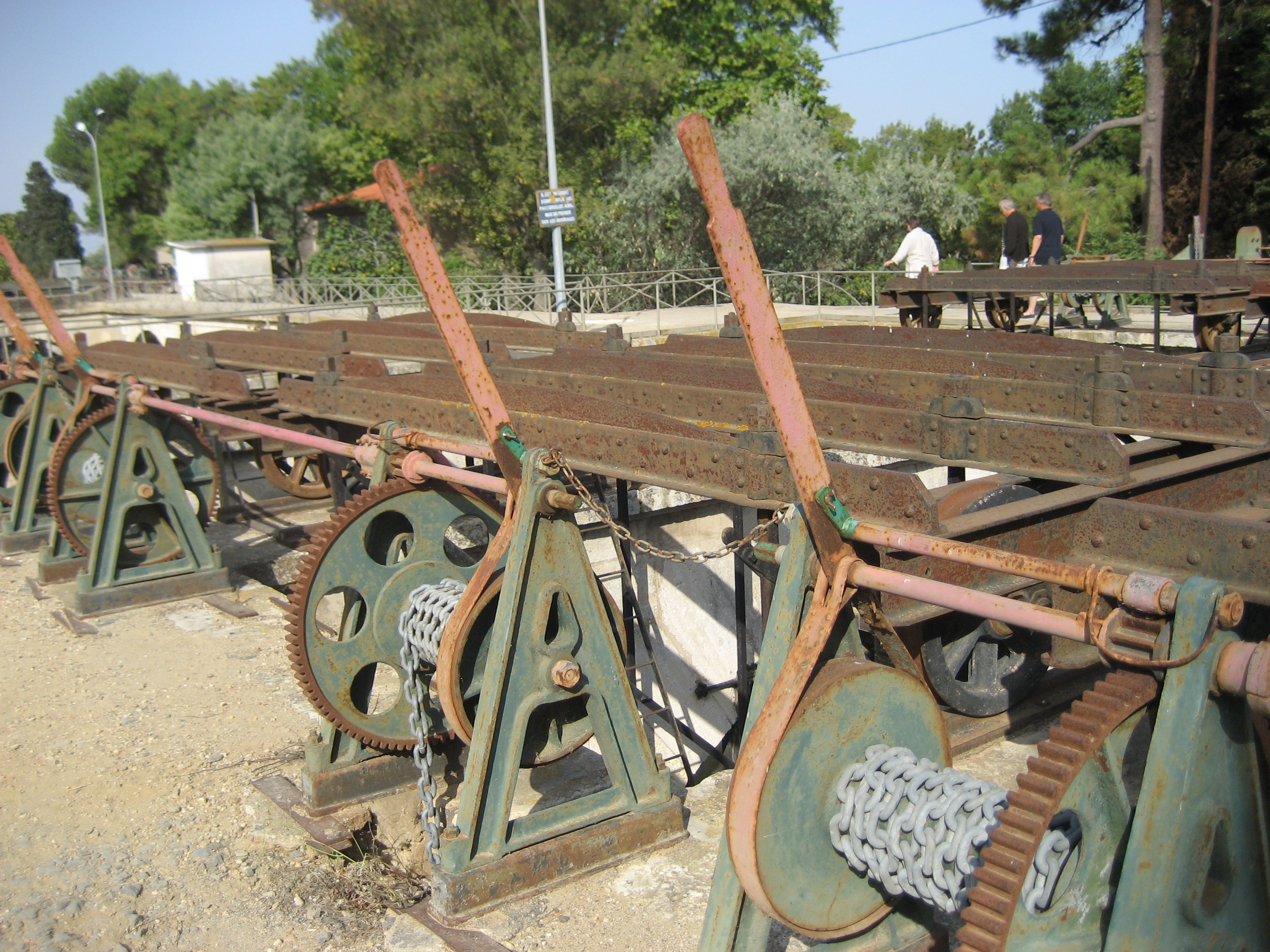
Zahnräder, die die Wände bewegen
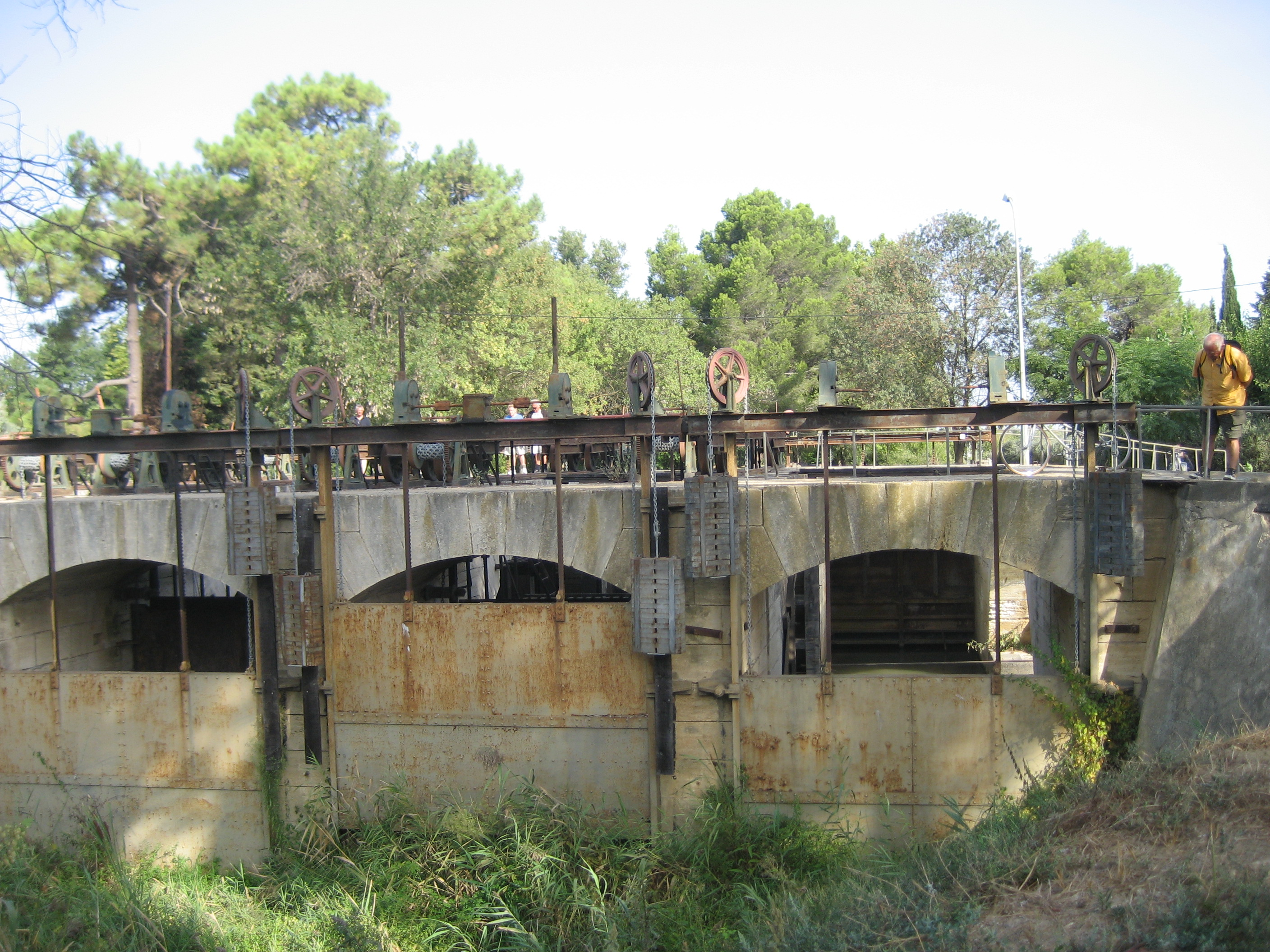
Tore zum Anhalten und Freigeben der Strömung
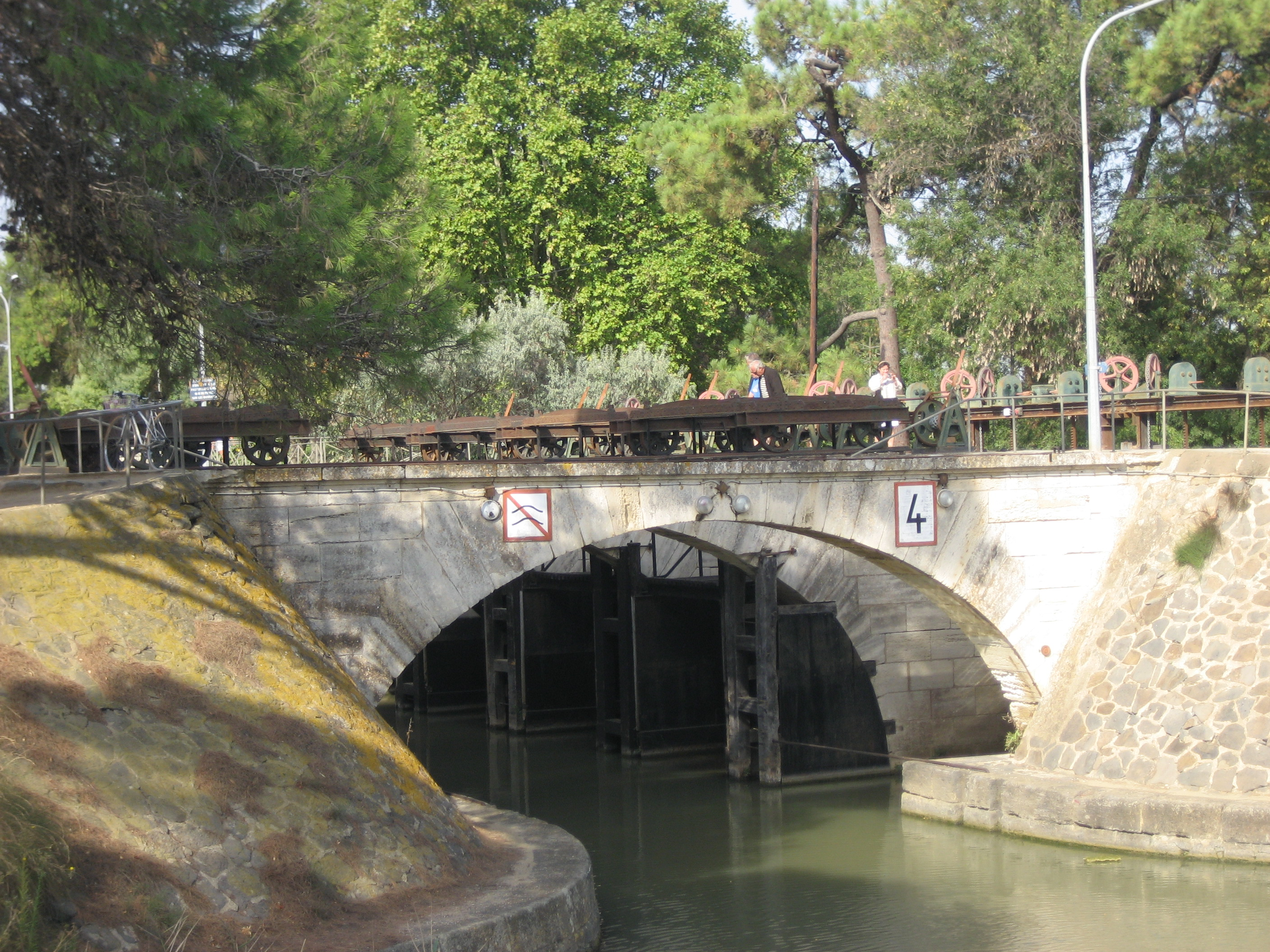
Räder zum Transport der beweglichen Wände
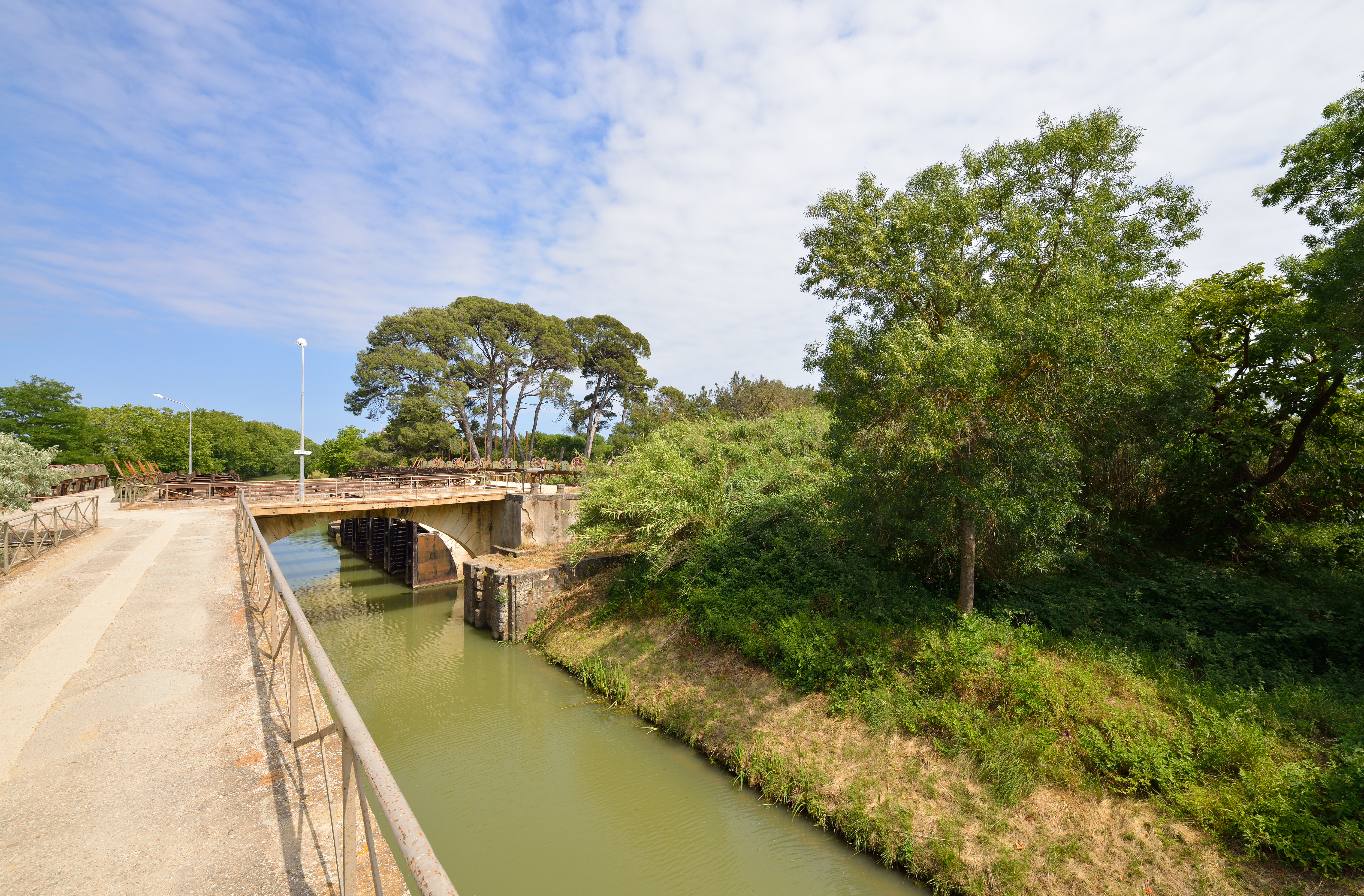
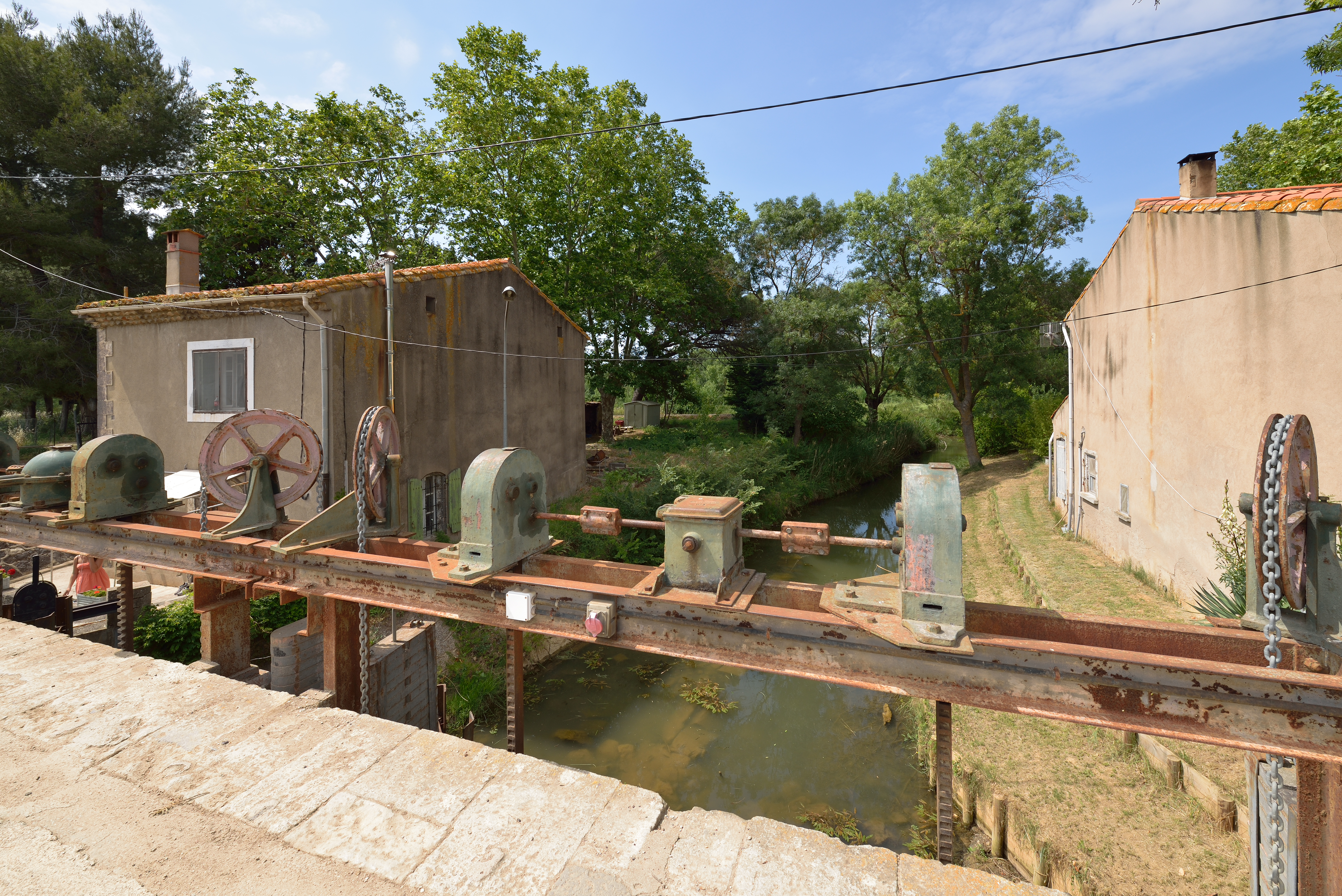
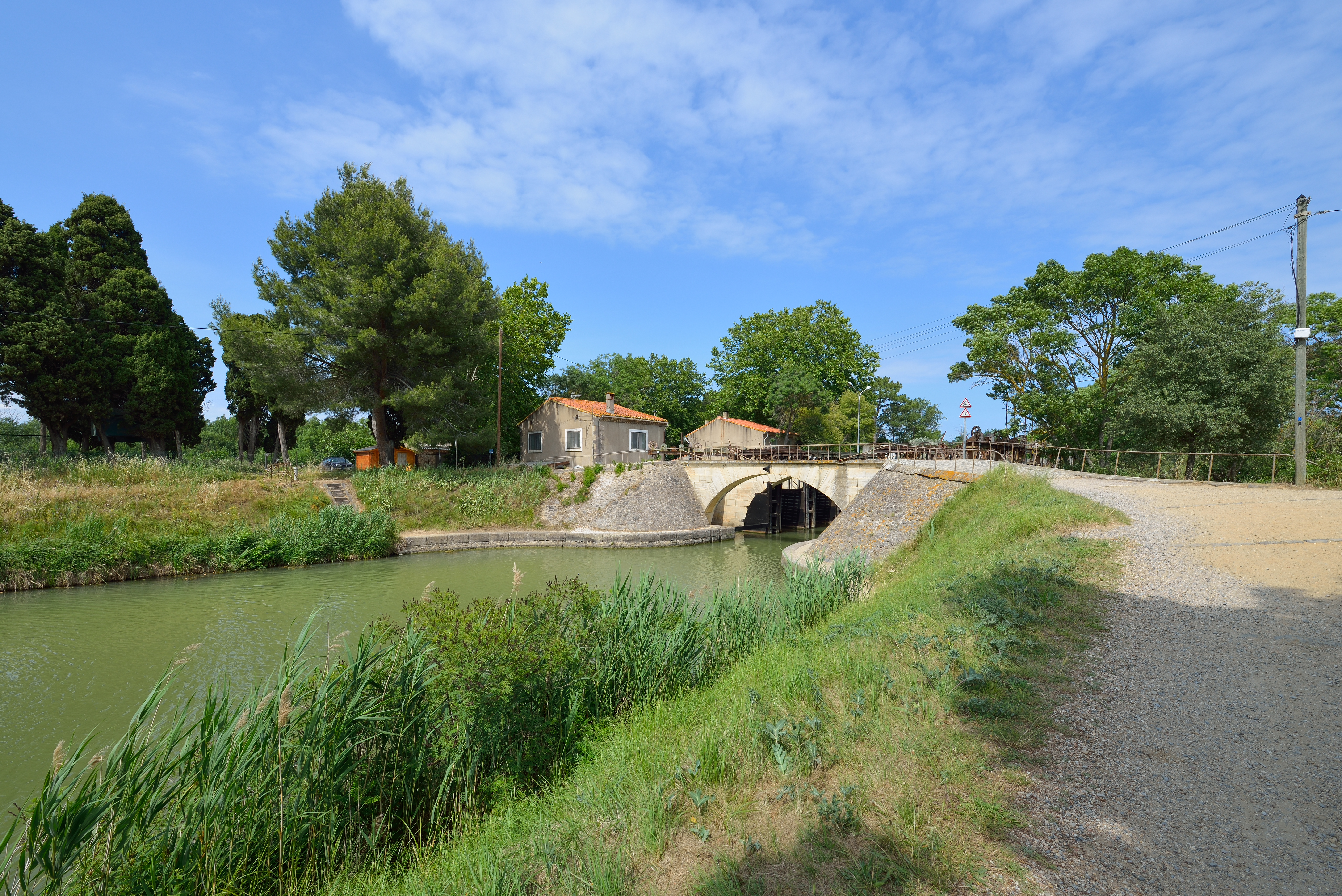